# Loriotus
Loriotus — рід горобцеподібних птахів родини саякових (Thraupidae). Представники цього роду мешкають в Центральній і Південній Америці. Традиційно їх відносили до роду Танагра-жалібниця (Tachyphonus), однак за результатами молекулярно-філогенетичного дослідження вони були переведені до відновленого роду Loriotus.

## Таксономія
Молекулярно-філогенетичні досліджнення показали, що рід Tachyphonus був поліфілітичним, Вогнисточубі, вохристочубі і білоплечі танагри-жалібниці формують чітку окрему кладу, слабо спорідену з іншими видами. За результатами цих досліджень було запропоновано виділити T. cristatus, T. rufiventer і T. luctuosus у новостворений рід Islerothraupis:
Південноамериканський класифікаційний комітет Американського орнітологічного товариства (AOS) схвалив переведення трьох вищезазначених видів у окремий рід. Пізніше виявилося. що існує доступний рід Loriotus, введений польським зоологом Феліксом Яроцьким, типовим видом якого є Tanagra cristata = Tachyphonus cristatus, тому через принцип пріорітету Islerothraupis був визнаний його пізнішем синонімом.

## Види
Виділяють три види:
- Танагра-жалібниця вогнисточуба (Loriotus cristatus)
- Танагра-жалібниця білоплеча (Loriotus luctuosus)
- Танагра-жалібниця вохристочуба (Loriotus rufiventer)

## Етимологія
Наукова назва роду Loriotus походить від слова фр. Loriot — вивільга.